# Wally Wingert
Wallace Eugene "Wally" Wingert (6 de mayo de 1961 en Des Moines, Iowa) es un actor de voz estadounidense. Anteriormente residía en Sioux Falls hasta que se mudó a Los Ángeles para trabajar y donde reside a día de hoy.
Actualmente es uno de los colaboradores del The Tonight Show with Jay Leno y es conocido por prestar su voz al personaje de The Garfield Show: Jon Arbuckle y por interpretar a Riddler en los videojuegos Batman: Arkham Asylum y Batman: Arkham City.

## Filmografía

### Cine
- Bleach: Memories of Nobody
- Bleach: The DiamondDust Rebellion
- Bleach: Fade to Black
- Can of Worms
- Digimon Frontier: Island of Lost Digimon
- Final Fantasy VII Advent Children
- Return to Never Land
- Scooby Doo 2: Monsters Unleashed

### Anime
- Astroboy
- Bleach
- Blood+
- Blue Dragon
- Digimon Data Squad
- DinoZaurs
- Kekkaishi
- Naruto
- Initial D
- Stitch!
- Tiger & Bunny
- Transformers: la Nueva Generación
- Zatch Bell!

### Series de TV (voz)
- The Avengers: Earth's Mightiest Heroes[1]
- Padre de familia
- HH
- Harvey Birdman, Attorney at Law
- Invader Zim
- Totally Spies!
- Garfield Gets Real
- Garfield's Fun Fest
- The Garfield Show
- The Penguins of Madagascar
- Cloverleaf Radio

### Series Y programas de TV
- Power Rangers en el espacio
- Power Rangers Lost Galaxy
- The Jay Leno Show
- The Tonight Show with Jay Leno

### Videojuegos
- Armored Core V
- Batman: Arkham Asylum
- Batman: Arkham City
- Blazing Angels 2: Secret Missions of WWII
- Bleach: Dark Souls
- Bleach: Shattered Blade
- Bleach: The 3rd Phantom
- Bleach: Soul Resurrección
- Command & Conquer: Renegade
- Crimson Skies: High Road to Revenge
- Dino Crisis 3
- Doom 3
- Dragon Age: Origins
- Escape From Monkey Island
- Evil Dead: A Fistful of Boomstick
- Final Fantasy XIII
- God Hand
- Jimmy Neutron: Boy Genius
- Kingdom Hearts Birth by Sleep
- Madagascar: The Game
- Marvel: Ultimate Alliance 2
- Marvel vs. Capcom 3: Fate of Two Worlds
- Maximo: Ghosts to Glory
- Maximo vs. Army of Zin
- Naruto: Ultimate Ninja Heroes 2,The Phanthom Fortress
- Naruto Shippūden: Clash of Ninja Revolution 3
- Neopets: The Darkest Faerie
- Power Rangers Super Legends
- Quake 4
- Ratchet & Clank Future: Tools of Destruction
- Star Wars: Starfighter
- Sonic The Hedgehog series
- Soulcalibur IV
- X-Men: Next Dimension
- Zatch Bell! Mamodo Battles
- Zatch Bell! Mamodo Fury
- Whacked!